# Liste der denkmalgeschützten Objekte in Großmürbisch
Die Liste der denkmalgeschützten Objekte in Großmürbisch enthält die denkmalgeschützten, unbeweglichen Objekte der Gemeinde Großmürbisch.

## Denkmäler
| Foto |                 | Denkmal                                                              | Standort                                   | Beschreibung | Metadaten |
| ---- | --------------- | -------------------------------------------------------------------- | ------------------------------------------ | --- | --- |
| ja   | Datei hochladen | Wegkapelle, Kriegerdenkmal HERIS-ID: 31585 Objekt-ID: 28562          | Großmürbisch 120 Standort KG: Großmürbisch | | BDA-Hist.: Q37943228 Status: § 2a Stand der BDA-Liste: 2025-06-30 Name: Wegkapelle, Kriegerdenkmal GstNr.: 182/1                                            |
| ja   | Datei hochladen | Kath. Pfarrkirche hl. König Stephan HERIS-ID: 31579 Objekt-ID: 28556 | Großmürbisch 999 Standort KG: Großmürbisch | Erbaut 1900. Ölbild, ehem. Hochaltarbild des hl. König Stephan in geschnitztem Rahmen, um 1800, heute unter der Westempore. | BDA-Hist.: Q15124677 Status: § 2a Stand der BDA-Liste: 2025-06-30 Name: Kath. Pfarrkirche hl. König Stephan GstNr.: 183 Saint Stephen Church (Großmürbisch) |